# East London Line
La East London Line è una linea ferroviaria utilizzata dalla London Overground e precedentemente parte della metropolitana di Londra. Essa va da nord a sud attraversando l'East End e la zona dei Docklands. La linea operava nella zona tariffaria 2. Costruita nel 1869 dalla East London Railway Company, divenne parte della rete metropolitana nel 1933 e venne chiusa il 22 dicembre 2007, per lavori di ristrutturazione, e sostituita da un servizio temporaneo di bus.
Ha fatto parte del piano di ristrutturazione della rete dei trasporti londinese ed è stata riaperta nel 2010 come parte della rete del London Overground.
Il 9 dicembre 2012 è stata aperta la Fase 2 del progetto London Overground, che ha collegato la linea alla South London Line con un terminale a Clapham Junction, creando un anello ferroviario intorno al centro di Londra.

## Storia
Aperta nel 1869 come East London Railway, passava sotto il Tamigi attraverso il Thames Tunnel, che era la più vecchia struttura della metropolitana londinese. La linea venne gestita, agli inizi, da un gruppo di sei differenti società e divenne parte della Metropolitana di Londra nel 1933. Delle otto stazioni sulla linea, quattro sono sotterranee.

### Costruzione della East London Railway

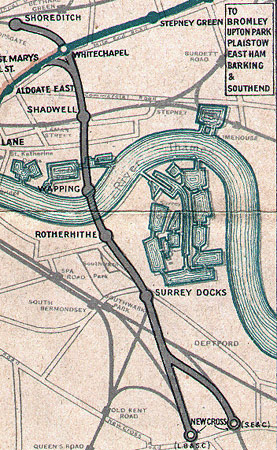
Mappa della the East London Railway nel 1915

La East London Railway venne costruita dalla East London Railway Company, un consorzio di sei società ferroviarie: la Great Eastern Railway (GER), la London, Brighton and South Coast Railway (LB&SCR), la London, Chatham and Dover Railway (LC&DR), la South Eastern Railway (SER), la Metropolitan Railway (MR) e la Metropolitan District Railway (MDR), le ultime due gestivano anche quelle che oggi sono la Metropolitan Line, Circle Line, District Line e Hammersmith & City Line della metropolitana di Londra.
Dette società decisero di riutilizzare il Thames Tunnel, costruito da Marc e Isambard Kingdom Brunel tra il 1825 ed il 1843. Il tunnel venne costruito per far passare dei carri trainati da cavalli e quindi aveva delle dimensioni piuttosto importanti con doppia carreggiata separata da archi. Esso metteva in comunicazione Wapping, sito sulla riva nord del Tamigi, con Rotherhithe posto sulla riva sud. Anche se era un trionfo dell'ingegneria civile esso fu un vero fallimento dal punto di vista commerciale ed intorno agli anni 1860 divenne un luogo insicuro e malfamato.
Il tunnel era il più orientale dei collegamenti fra le due sponde del Tamigi ed era vicino al porto di Londra e a diverse linee ferroviarie. Convertire il tunnel per farvi passare una ferrovia era l'occasione di sfruttare un manufatto non più utilizzato e ottenere un risparmio non indifferente. Il 25 settembre 1865, la East London Railway Company divenne proprietaria del Thames Tunnel pagandolo 800.000 sterline Nei quattro anni seguenti venne costruita una linea sotto il tunnel che andò a raccordarsi alle altre ferrovie già in esercizio.
La linea aprì in diversi stadi in base alla disponibilità dei finanziamenti:
- 7 dicembre 1869: da New Cross Gate (allora New Cross) a Wapping, con stazioni intermedie a Deptford Road (oggi Surrey Quays) e Rotherhithe.
- 13 marzo 1871: una breve diramazione fu aperta poco a sud della stazione di Surrey Quays verso la stazione di Old Kent Road sulla South London Line. I servizi passeggeri su questo collegamento cessarono nel 1911 e quelli merci nel 1964; i binari furono in seguito rimossi. Questo tratto è stato reinstallato e riaperto al traffico passeggeri dalla London Overground nel 2012.
- 10 aprile 1876: da Wapping a Shoreditch, con un tunnel costruito con il metodo del cut-and-cover, con stazioni intermedie a Shadwell e a Whitechapel. A Shoreditch fu costruito un collegamento con la GER e la stazione di Liverpool Street.
- 1 aprile 1880: fu aperta una diramazione verso la stazione di New Cross della SER.
- 3 marzo 1884: fu aperto un collegamento con le linee della MR e della MDR poco a sud della stazione di Whitechapel, attraverso la St. Mary's Curve (così chiamata perché situata vicino alla stazione di St. Mary's della Metropolitan line, chiusa nel 1938). Questo permise a treni della Metropolitan e della District line di iniziare dei servizi diretti per le stazioni della East London Railway a partire dal 1º ottobre 1884[5]. Questi servizi cessarono nel 1941[5], ma il collegamento fu mantenuto per permettere lo spostamento di materiale rotabile dalla Metropolitan alla East London Line, dato che nel periodo in cui questa era sotto la gestione della rete metropolitana, le due linee utilizzavano lo stesso tipo di convogli. Il tunnel esiste ancora, ma i binari sono stati rimossi tra il 2007 e il 2010 in occasione del passaggio alla London Overground.[6]

### Primi utilizzi
La East London Railway Company era proprietaria delle infrastrutture ma la gestione della linea venne operata dalle società da essa controllate. I treni a vapore vennero gestiti da diverse società consorziate nella East London Railway Company. I servizi della MDR e della MR da St. Mary's per New Cross Gate iniziarono nel 1884.
Quando la MDR fu elettrificata nel 1905 smise di utilizzare la East London Line; in seguito anche la MR cessò il servizio il 2 dicembre 1906. La linea continuò a essere servita dalla LB&SCR e dalla GER, e, dal giorno seguente, anche dalla SER.
La linea fu in seguito elettrificata. I lavori furono finanziati congiuntamente dalle compagnie controllanti, che pagarono per i lavori di adeguamento della linea, e dalla MR che fornì il materiale rotabile. I servizi della MR con convogli elettrici iniziarono il 31 marzo 1913 e collegavano i due terminali meridionali (New Cross e New Cross Gate) con Shoreditch e con South Kensington. Nel 1914 il servizio per South Kensington fu deviato sulla stazione di Hammersmith su quella che è oggi la Hammersmith & City Line.
Dopo la legge sul raggruppamento delle compagnie ferroviarie del 1921, a partire dal 1923 il servizio merci sulla linea fu effettuato dalla London and North Eastern Railway, quale erede della GER, mentre la MR continuò a fornire i servizi passeggeri.

### La gestione della London Underground

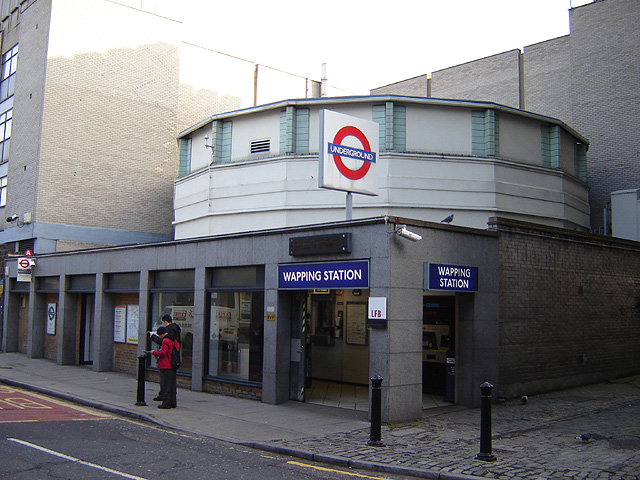
La stazione di Wapping sulla East London line, ricostruita nei primi anni ottanta.

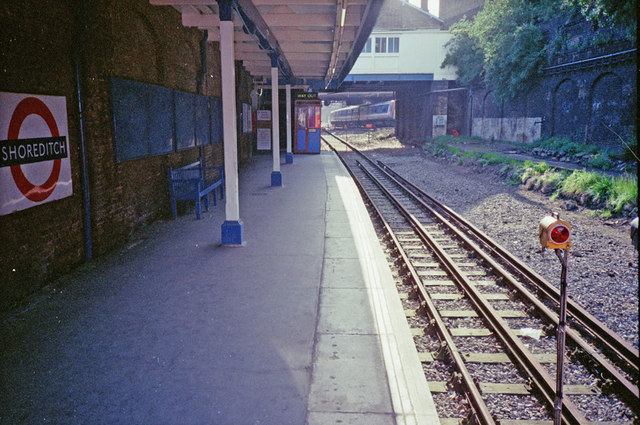
Il collegamento tra Shoreditch e Liverpool Street nel 1991

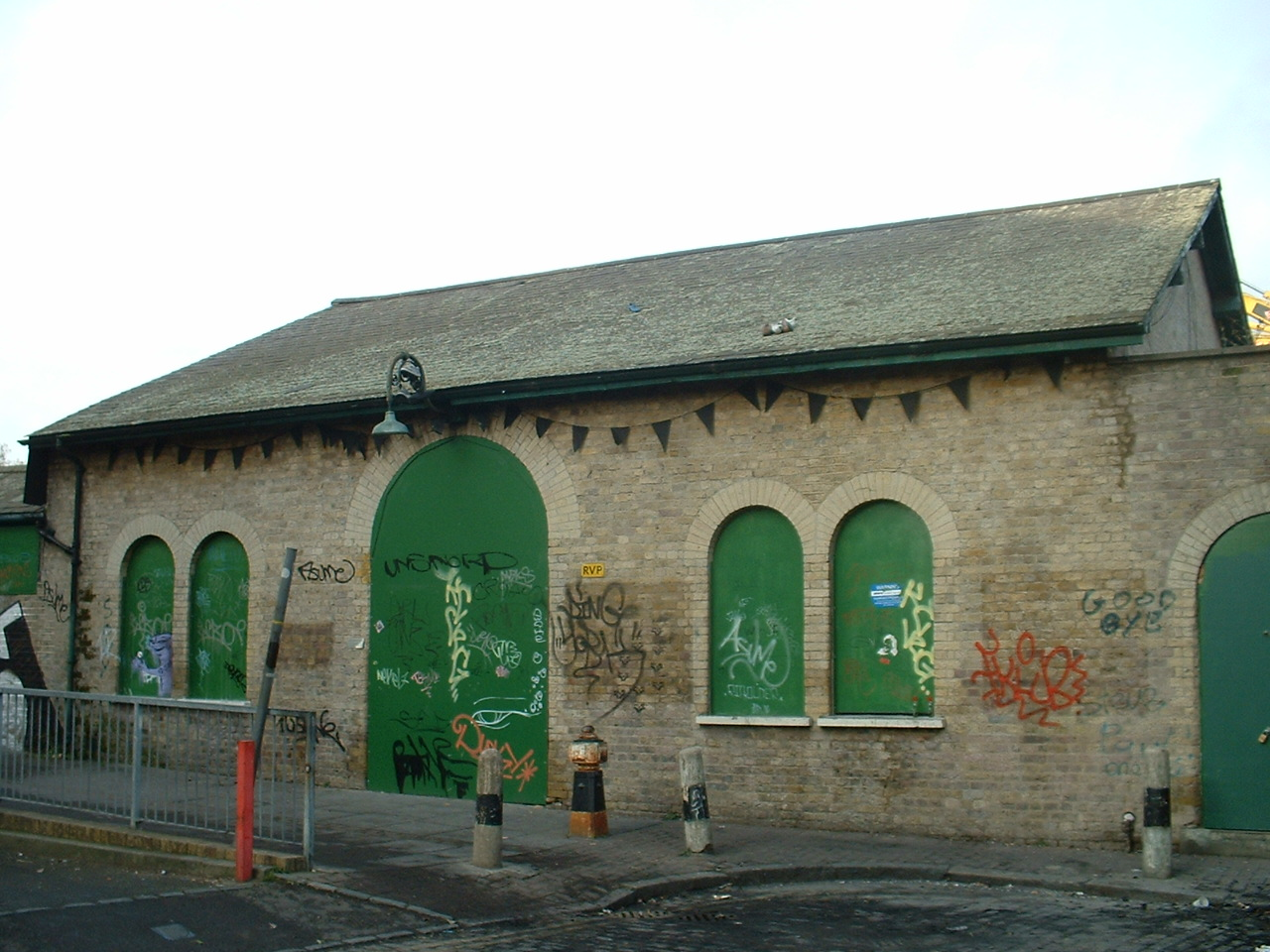
La stazione di Shoreditch nel dicembre 2007. È stata chiusa il 9 giugno 2006, dopo 93 anni di funzionamento.

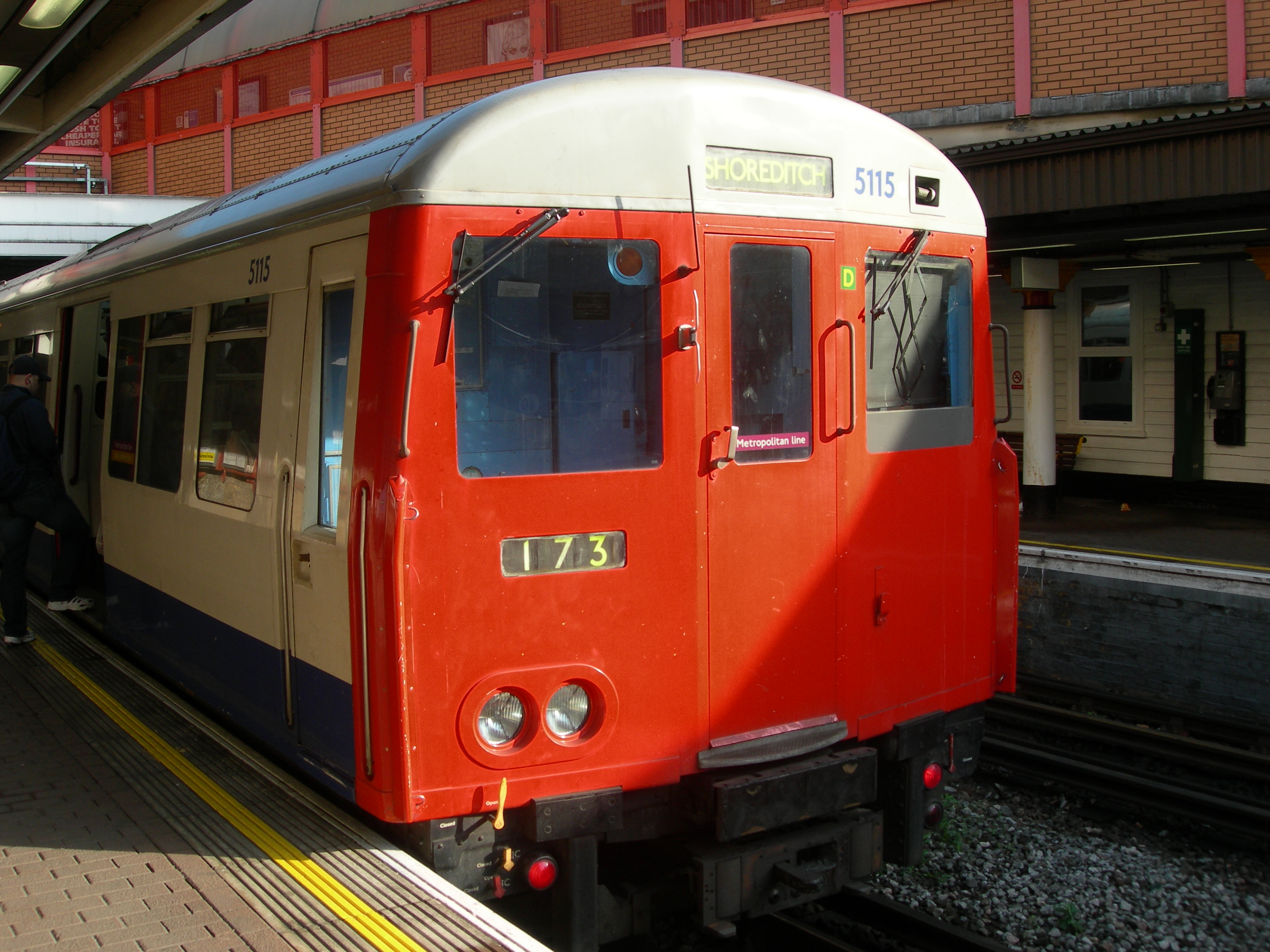
Un treno dellA stock alla stazione di Surrey Quays

Nel 1933, la East London line passò sotto il controllo del London Passenger Transport Board, il nuovo ente che gestiva la rete della metropolitana unificata. Sebbene l'infrastruttura fosse ancora di proprietà di compagnie private, i servizi erano operati come "East London Branch" della Metropolitan line. Le ferrovie furono nazionalizzate nel 1948, sotto il controllo della British Transport Commission, insieme alla metropolitana. I servizi merci sulla linea proseguirono fino al 1962, e occasionali servizi passeggeri da Liverpool Street fino al 1966, anno in cui il collegamento tra questa stazione e Shoreditch fu rimosso. Il servizio per Shoreditch fu ridotto, e la maggior parte dei convogli facevano capolinea a Whitechapel. Quando Shoreditch chiuse nel 2006, era aperta solo nelle ore di punta nei giorni feriali e la domenica mattina per il mercato di Brick Lane.

La linea rimase chiusa dal 10 settembre al 30 ottobre 1940 per danni dovuti ai bombardamenti della seconda guerra mondiale.
I servizi che collegavano la linea alla zona ovest di Londra furono tagliati nei primi anni di gestione della London Underground. Il servizio per Hammersmith fu ridotto alle sole ore di punta nel 1936 ed eliminato nel 1941, lasciando l'"East London Branch" come una linea isolata. L'unico interscambio con il resto della rete metropolitana era alla stazione di Whitechapel, e con la rete ferroviaria della British Rail alle due stazioni di New Cross. A partire dagli anni ottanta la linea ottenne due nuovi importanti collegamenti: con la Docklands Light Railway alla stazione di Shadwell nel 1987 e con la Jubilee line nel 1999, con una nuova stazione costruita a Canada Water.
La linea chiuse nel 1995 per vari lavori di manutenzione e per la costruzione della stazione di Canada Water. I lavori furono ritardati da dispute legali riguardo alla decisione di ricoprire l'interno del Thames Tunnel con cemento, soluzione osteggiata dai sostenitori della necessità di preservare l'aspetto storico-architettonico del tunnel. Fu infine raggiunto un compromesso che prevedeva di lasciare intatta una sezione a una delle estremità del tunnel, e la linea da New Cross a Whitechapel riaprì il 25 marzo 1998. Shoreditch riaprì circa sei mesi dopo, il 27 settembre 1998.
L'identità della East London line cambiò considerevolmente nel corso degli anni della gestione della LU. Sulle mappe della metropolitana tra il 1933 e il 1968 la linea era raffigurata nello stesso colore della Metropolitan line. Nel 1970 fu rinominata "Metropolitan line — East London Section", con il color porpora della Metropolitan line ma con una striscia bianca nel mezzo. Negli anni ottanta divenne una linea a sé stante e dal 1990 il colore sulla mappa fu modificato in arancione.
Secondo la TfL, prima della chiusura nel 2007 la linea trasportava 10.7 milioni di passeggeri all'anno.

#### Caratteristiche fisiche
La linea era l'unica della metropolitana che non passava per la Travelcard Zone 1 e anche l'unica progettata e costruita per treni di main line. Con i suoi 9 km di lunghezza era la seconda linea più corta della rete metropolitana (dopo la Waterloo & City line) con nove stazioni e un tempo di percorrenza, da capolinea a capolinea, di 14 minuti. La linea era sotterranea da Whitechapel a Surrey Quays, e per il resto in superficie o in trincea. Il punto più profondo era alla stazione di Wapping, costruita nel pozzo di accesso originale del Thames Tunnel, 18 metri sotto la superficie. La maggior parte della linea era a doppio binario, tranne la stazione di Shoreditch e le sezioni finali dei due capolinea meridionali, che erano a binario singolo (questi ultimi per mancanza di spazio). Questo costringeva i treni ad alternarsi tra i due capolinea sud.

#### Materiale rotabile
La linea utilizzava treni del A60 e A62 Stock della Metropolitan line, costruiti fra il 1960 e il 1962 e migliorati nel 1994 con l'introduzione di nuove sospensioni, sistemi di illuminazione, riscaldamento e ventilazione. I vagoni venivano regolarmente scambiati con quelli usati sulla Metropolitan line e di solito riportavano le mappe di entrambe le linee. La differenza era nella composizione dei convogli; i treni della ELL erano a 4 carrozze, quelli della Metropolitan (a parte la navetta per Chesham) a 8 carrozze. La linea era tipicamente servita da sette convogli a 4 carrozze; sei erano in servizio nelle ore di minor traffico, sette nelle ore di punta, quando Shoreditch era aperta. Il basso numero di convogli rendeva la linea particolarmente vulnerabile a interruzioni causate da vandalismo, malfunzionamento dei treni o carenza di personale. I lavori di manutenzione leggera venivano svolti in un piccolo deposito vicino a New Cross, mentre lavori più impegnativi erano eseguiti al deposito principale della Metropolitan line presso Neasden.

#### Stazioni
Durante il periodo della gestione della rete metropolitana, in ordine da nord a sud
- Shoreditch - aperta il 10 aprile 1876, primo servizio metropolitano 31 marzo 1913, chiusa 9 giugno 2006.
- Whitechapel - aperta il 10 aprile 1876, primo servizio metropolitano 31 marzo 1913. Interscambio con District Line e Hammersmith & City Line.
- Shadwell - aperta il 10 aprile 1876, primo servizio metropolitano 1º ottobre 1884. Interscambio con Docklands Light Railway.
- Wapping - aperta il 7 dicembre 1869, primo servizio metropolitano 1º ottobre 1884.
- Rotherhithe - aperta il 7 dicembre 1869, primo servizio metropolitano 1º ottobre 1884.
- Canada Water - aperta il 17 settembre 1999. Interscambio con Jubilee Line.
- Surrey Quays - aperta con il nome di Deptford Road 7 dicembre 1869, primo servizio metropolitano 1º ottobre 1884, ridenominata Surrey Docks nel 1911 e successivamente in Surrey Quays nel 1989.
- suddivisione
  - New Cross Gate - aperta il 7 dicembre 1869, primo servizio metropolitano 1º ottobre 1884. Interscambio con Southern linea principale (stazione aperta con il nome di New Cross nel 1839 e ridenominata nel 1923).
  - New Cross - aperta il 1º aprile 1880, primo servizio metropolitano 1º ottobre 1884. Interscambio con Southeastern linea principale (stazione aperta nel 1850).

### Conversione alla London Overground

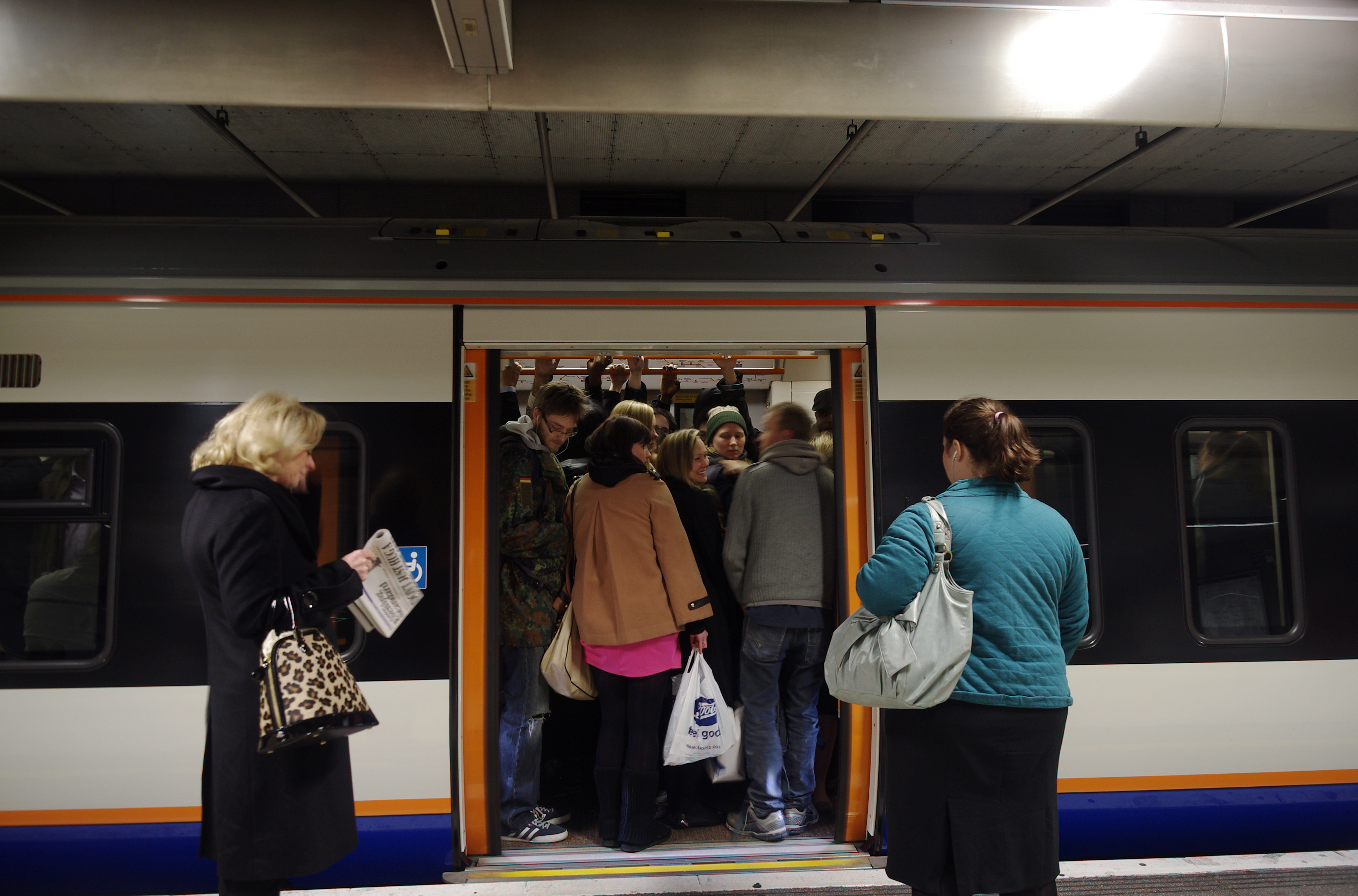
Un treno della Overground alla stazione di Canada Water.

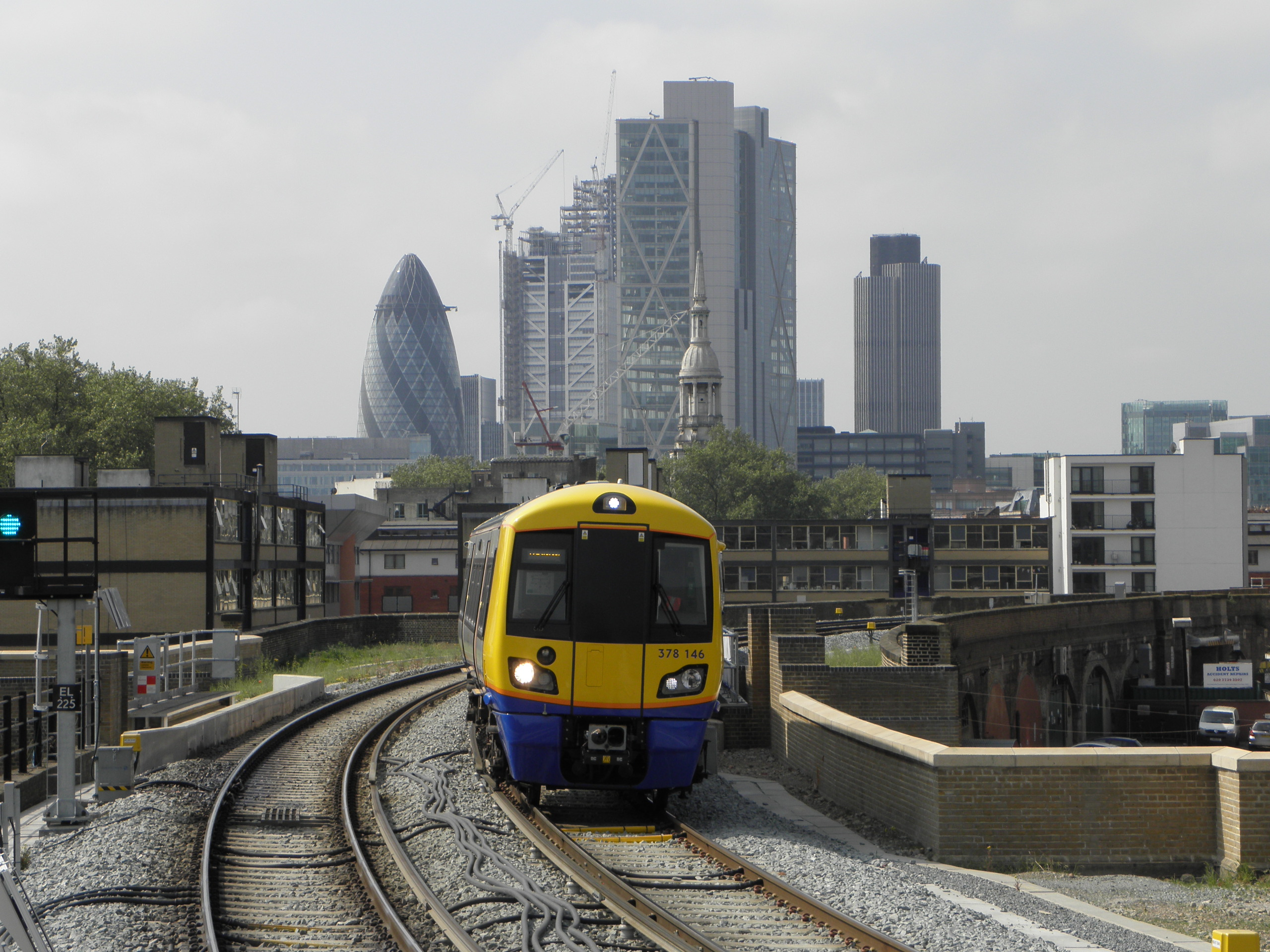
Un treno Bombardier 378 vicino alla stazione di Hoxton.

I lavori per l'estensione della East London line cominciarono nel 2005 e il servizio della metropolitana cessò nel dicembre 2007.
Per la durata dei lavori venne introdotta una linea di autobus sostitutivi sulla tratta Whitechapel – Shadwell – Wapping con una frequenza di 10 minuti (15 minuti di sera e nei fine settimana). A partire dal 23 dicembre, il servizio fu esteso fino a Shoreditch, sebbene questa stazione fosse già stata chiusa dal giugno 2006. La frequenza fu ridotta a quattro bus per ora nel settembre 2009, poi ai soli fine settimana dall'aprile 2010 ed infine il servizio cessò il 9 maggio 2010.  Oltre a questo servizio principale, ne furono forniti altri localmente o furono potenziate altre tratte di autobus esistenti.
A differenza della precedente chiusura della ELL nel 1995-1998, non ci furono servizi di autobus che attraversassero il Tamigi per mezzo del Rotherhithe Tunnel; ciò per via dell'elevata domanda potenziale che avrebbe costretto ad impiegare una frequenza elevatissima, dato che le restrizioni sul traffico nel tunnel (dove non sono ammessi veicoli di larghezza superiore a 2,1 metri) avrebbero comportato l'utilizzo di autobus troppo piccoli.
Un servizio limitato fu introdotto il 27 aprile 2010 e il nuovo servizio della London Overground divenne pienamente operativo il 23 maggio 2010.

## Estensione della linea

### Fase 1
La ex linea della metropolitana è stata estesa verso nord da Whitechapel, con nuove stazioni a Shoreditch High Street, Hoxton, Haggerston e Dalston Junction, utilizzando un nuovo tracciato di circa 3,5 km tra Whitechapel e il Broad Street Viaduct, con il quale si raccorda, proseguendo lungo una linea dismessa per il resto della tratta. Questo collegamento dismesso era stato aperto dalla North London Railway (NLR) nel 1865 e denominato North London Line City Branch in quanto permetteva di raggiungere la City. La linea aveva quattro stazioni: Dalston Junction, Haggerston, Shoreditch e un grande terminale alla stazione di Broad Street (situata accanto alla stazione di Liverpool Street e un tempo la terza stazione più trafficata del Regno Unito; fu chiusa nel 1986 e in seguito demolita). Dopo la chiusura i binari vennero rimossi ma il diritto di passaggio venne mantenuto. Le nuove stazioni di Haggerston e Dalston Junction sono state costruite vicino o sopra le corrispondenti vecchie stazioni della NLR, mentre Shoreditch High Street è stata costruita lungo la parte di nuovo tracciato. La vecchia stazione di Shoreditch della NLR, chiusa dal 1940, non è stata riutilizzata. L'edificio esiste ancora, ma le piattaforme sono state demolite nel 2005, nel corso dei lavori di espansione.
La ELL è stata estesa verso sud per collegarsi alla Brighton Main Line, per mezzo di un sovrappassaggio poco a nord di New Cross Gate. A parte questo cavalcavia e alcuni lavori intorno alla stazione, il nuovo prolungamento utilizza quasi esclusivamente binari già esistenti e si snoda in direzione sud fino a West Croydon, con stazioni intermedie a Brockley, Honor Oak Park, Forest Hill, Sydenham, Penge West, Crystal Palace (su una diramazione) e Norwood Junction.
La data di apertura ufficiale per la maggior parte della fase 1 dell'estensione è stata il 23 maggio 2010.
Il materiale rotabile utilizzato dalla Transport for London consiste di 20 unità di treni Bombardier 378 da 4 carrozze. A differenza dei 378 a doppio voltaggio in uso sulla North London Line e sulla West London Line, queste unità possono essere alimentate solo per mezzo del sistema della terza rotaia, sebbene siano potenzialmente convertibili ad altri tipi di alimentazione.

#### Estensione a Highbury & Islington
Un'ulteriore estensione fino a Highbury & Islington, con una stazione intermedia a Canonbury, è stata aperta nel febbraio 2011, con due mesi di anticipo sui tempi programmati.

### Fase 2
Un ulteriore collegamento di circa 10,7 km è stato aperto nel 2012, da un punto poco a sud della stazione di Surrey Quays, lungo la South London Line, fino a Clapham Junction, attraverso le stazioni di Queens Road Peckham, Denmark Hill, Clapham High Street e Wandsworth Road. Era stata prevista anche una stazione a Surrey Canal Road, ma questo progetto è stato accantonato nel 2009. La TfL ha riservato uno spazio per la costruzione della stazione, ma non ha intenzione di finanziarla. Un progetto di riqualificazione urbana nell'area è stato approvato a condizione che la società interessata finanzi la costruzione della stazione.
Il servizio tra Highbury & Islington e Clapham Junction è iniziato il 9 dicembre 2012.
L'estensione usa un tratto di binari tra Surrey Quays e Queens Road Peckham che era rimasto inutilizzato dal 1913, lungo un collegamento con la South London Line poco a nord della vecchia stazione di Old Kent Road, oggi chiusa.

## Sviluppi futuri
Per venire incontro alla domanda crescente, i treni della classe 378 utilizzati sulla linea sono stati estesi a cinque carrozze. Sebbene le nuove stazioni abbiano piattaforme in grado di ospitare i treni più lunghi, le piattaforme in alcune delle vecchie stazioni non possono essere estese e di conseguenza è necessario l'utilizzo dell'apertura selettiva delle porte.

## Servizi
Il servizio attuale della London Overground è di 16 treni per ora in ciascuna direzione. I treni in direzione nord fanno capolinea a Highbury & Islington o a Dalston Junction (8 treni l'ora per ciascuna stazione). I treni in direzione sud fanno capolinea a West Croydon, Crystal Palace, New Cross e Clapham Junction (4 treni l'ora per ciascuna stazione).
Un servizio notturno Night Tube del venerdì e sabato notte è stato introdotto dal dicembre 2017 tra Dalston Junction e New Cross Gate (senza fermate a Whitechapel).